# دهستان گل برنجی
دهستان گل برنجی، یکی از دهستان‌های بخش مرکزی شهرستان خفر در استان فارس ایران است. مرکز این دهستان، روستای گل برنجی است.

## جمعیت
بر پایه سرشماری عمومی نفوس و مسکن در سال ۱۳۹۵، جمعیت دهستان گل برنجی برابر با ۷٬۸۶۹ نفر بوده است.